# Жостово (посёлок)
Жостово — посёлок в городском округе Мытищи Московской области России. В 1994—2006 гг. — административный центр Жостовского сельского округа Мытищинского района. Население — 340 чел. (2010).

## География
Расположен на севере Московской области, в центральной части Мытищинского района, на Осташковском шоссе, примерно в 11 км к северо-западу от центра города Мытищи и Московской кольцевой автодороги, рядом с Пироговским водохранилищем системы канала имени Москвы.
В посёлке 35 улиц и 2 проезда. Связан автобусным сообщением с районным центром и городом Москвой (маршруты № 26, 438). Ближайшие населённые пункты — деревни Жостово, Осташково и Сорокино.

## Достопримечательности
- Жостовская фабрика декоративной  росписи. При фабрике работают музей, магазин и мастерская, где можно пройти мастер-класс[8].
- Здания подносной фабрики Е. Ф. и Д. Е. Беляевых, подносной мастерской И. М. Пыжова и церковно-приходской школы являются объектами культурного наследия России как памятники истории регионального значения[9].

## Население
| 2002 | 2010 |
| ---- | ---- |
| 335  | ↗340 |